# 결성중학교
결성중학교(結城中學校)는 충청남도 홍성군 결성면 읍내리에 있었던 공립 중학교이다.

## 학교 연혁
- 1964년 1월 11일: 설립인가 (6학급)
- 1964년 3월 17일: 개교
- 2007년 3월 1일: 학칙변경 3학급
- 2017년 2월 10일: 제51회 졸업식(졸업생 1명, 총 졸업생 6,651명)
- 2017년 3월 1일: 제26대 조민철 교장 취임
- 2017년 3월 2일: 제54회 입학식(입학생 1명)
- 2018년 3월 1일: 54년만에 폐교[2]

## 폐교 이후
폐교 이후, 결성중학교 교사는 TVING에서 방영한 여고추리반의 주 무대인 '새라여자고등학교' 촬영지로 사용된 적이 있다. 여고추리반 촬영 후에는 부지에 지역 주민을 위한 야구장이 들어섰고, 실내체육관 등 스포츠타운이 추가로 조성될 예정이다.

## 참고 자료
- 결성중학교 - 한국교육학술정보원 학교알리미